# Флаг Веймарской республики
Флаг Ве́ймарской республики — флаг Германии в 1919 — 1933 годах, которая в связи с тем, что новая конституция Германии была принята 11 августа 1919 года Учредительным национальным собранием в городе Веймаре, получила название «Веймарская республика». Неофициальное название флага — «чёрно-красно-золотой» (нем. Schwarz-Rot-Gold). В 1949 году восстановлен как флаг Федеративной Республики Германия и флаг Германской Демократической Республики.

## 1919—1921
16 апреля 1919 года было установлено, что военные корабли до окончательного урегулирования вопроса о государственных военно-морских силах должны продолжать нести прежний международно признанный военный флаг и должностные флаги прежних военно-морских сил.
В статье 3 принятой 11 августа 1919 года в г. Веймаре германской конституции было установлено: «Государственные цвета (нем. die Reichsfarben) — чёрный, красный и золотой. Торговый флаг (die Handelsflagge) — чёрно-бело-красный с государственными цветами в верхнем углу у древка».

Были и другие варианты: к примеру, вместо исторического флага 1848 года предлагался флаг по образцу скандинавских.

Один из предложенных альтернативных историческому флагу проектов

27 сентября 1919 года был издан указ о флаге рейхспрезидента, флаге министра вооружённых сил (рейхсвера), государственном военном флаге и гюйсе, которым было установлено:
1. Флаг рейхспрезидента (Flagge des Reichspräsidenten) — в государственных цветах (die Reichsfarben) с новым государственным орлом (нем. der neue Reichsadler) в середине на прямоугольном золотом щите с белой каймой;
2. Флаг министра вооружённых сил (нем. Flagge des Reichswehrministers) — в государственных цветах Железный Крест в центре;
3. Государственный военный флаг (нем. Reichskriegsflagge) — по прежнему образцу со следующими отличиями: в середине новый государственный орёл (нем. Neuer Reichsadler), в крыже государственных цветов — Железный Крест.
4. Гюйс (Gösch) — прежнего образца, с дополнением государственных цветов в крыже[3].

Флаг рейхспрезидента, 1919 (никогда не использовался)
Флаг министра вооружённых сил, 1919 (никогда не использовался)
Государственный военный флаг (die Reichskriegsflagge), 1919 (никогда не использовался)
Гюйс, 1919 (никогда не использовался)

Ни один из этих флагов не изготавливался и не использовался. Торговые суда несли чёрно-бело-красный флаг образца 1868 года.

## 1922—1926
11 апреля 1921 года «Предписанием о германских флагах» было уточнено описание торгового флага, установленного конституцией, и установлены описания национального, торгового с Железным Крестом, государственного военного флага, гюйса, штандарта рейхспрезидента, министра вооружённых сил, государственной почты, служебные флаги государственных органов власти на суше и на море:

Национальный флаг Германии, 1922—1933
Торговый флаг Германии, 1922—1933
Торговый флаг с Железным Крестом, 1922—1933
Государственный военный флаг, 1922—1933

«1. Национальный флаг (Nationalflagge) состоит из трёх равных по ширине поперечных полос, сверху — чёрная, в середине — красная, внизу — золотисто-жёлтая.
2. Торговый флаг (Handelsflagge) состоит из трёх равных по ширине поперечных полос, сверху — чёрная, в середине — белая, внизу — красная, на чёрной полосе, с изображением в углу у древка государственных цветов (die Reichsfarben) как на национальном флаге, отделёнными от чёрной полосы белой полоской шириной два сантиметра. Длина изображения, включая белую полоску, равна ширине чёрной полосы. Отношение высоты крыжа к его длине — 2:3. Отношение ширины и длины всего полотнища как 2 к 3.
3. Торговый флаг с Железным Крестом (Handelsflagge mit dem Eisernen Kreuz) — такой же, как торговый флаг, но с изображением в верхнем углу, у древка, на государственных цветах, чёрного, окантованного белым креста в виде Железного Креста, который достигает половины ширины чёрной и половины ширины золотисто-жёлтой полосок.
4. Государственный военный флаг (Reichskriegsflagge) — такой же, как торговый флаг, с изображением в середине полотнища чёрного, окантованного белым креста в форме Железного Креста, достигающего в чёрной и красной поперечных полосах трети от краёв полотнища. Отношение ширины и длины полотнища как 3 к 5.
5. Гюйс (Gösch) состоит из трёх равных по ширине поперечных полос: чёрной, в середине белой и внизу красной, с изображением в центре, достигающего до середины чёрной и красной полос чёрного, окаймлённого белым, креста в форме Железного Креста; на прилегающей к древковому краю трети чёрной полосы изображены государственные цвета как на национальном флаге. Отношение ширины к длине как 2 к 3.
6. Штандарт рейхспрезидента (Standarte des Reichspräsidenten) — равносторонний, окаймлённый со всех сторон красной каймой, золотисто-жёлтый прямоугольник с государственным орлом, обращенным к древку. Отношение ширины красной каймы к стороне штандарта как 1 к 12.
7. Флаг министра государственных вооружённых сил (Flagge des Reichswehrministers) имеет такие же поперечные полосы, как национальный флаг, в центре расположен чёрный, окантованный белым, крест в форме Железного Креста, достигающий половины чёрной и золотисто-жёлтой полос. Отношение ширины полотнища к его длине как 2 к 3.
8. Флаг государственной почты (Reichspostflagge) имеет полосы, как на национальном флаге, в середине более широкой на 1/5, чем чёрная и золотисто-жёлтая полосы, красной полосы изображён жёлто-золотой почтовый рожок с золотисто-жёлтым шнуром и двумя золотисто-жёлтыми кистями, обращённый мундштуком к древку. Отношение ширины полотнища к его длине как 2 к 3.

Гюйс, 1922—1933
Штандарт рейхспрезидента, 1922—1926 и 1928—1933
Флаг министра вооружённых сил, 1922—1933
Флаг государственной почты, 1922—1933

9. Служебный флаг государственных органов власти на суше (Dienstflagge der übrigen Reichsbehörden zu Lande) имеет такие же поперечные полосы, как на национальном флаге, ближе к древку, достигая 1/5 части чёрной и золотисто-жёлтой полос от их краёв, расположен государственный герб, с повёрнутым к древку орлом. Отношение ширины полотнища к его длине как 2 к 3.
10. Служебный флаг государственных органов власти на море (Dienstflagge der übrigen Reichsbehörden zur See) имеет поперечные полосы, как на торговом флаге, изображён ближе к древку достигающий до 1/5 ширины чёрной и красной полос от краёв полотнища, государственный герб, с орлом, обращённым к древку. Отношение ширины полотнища к его длине как 2 к 3.»

Служебный флаг государственных органов власти на суше 1922—1933
Служебный флаг государственных органов власти на море 1922—1926

Использование флагов устанавливалось с 1 января 1922 года.

## 1926—1933
5 мая 1926 года «Вторым предписанием о германских флагах» было установлено, что служебный флаг государственных органов власти на море (Dienstflagge der übrigen Reichsbehörden zur See) как торговый флаг, ближе к древку, занимая до 1/5 ширины чёрной и красной полос, государственный щит с орлом, обращённым к древку. Отношение высоты полотнища к его длине как 2 к 3. Дипломатическим представительствам и компаниям вне Европы было предписано одновременно поднимать торговый флаг.

Служебный флаг государственных органов власти на море 1926—1933
Штандарт рейхспрезидента 1926—1928

С 1926 года по 1928 год существовало несколько иное изображение орла на штандарте рейхспрезидента.